# Třída Admiral
Třída Admiral byla třída britských bitevních křižníků, objednaná v průběhu první světové války. Plánována byla stavba celkem čtyř jednotek – HMS Anson, HMS Hood, HMS Howe a HMS Rodney, z nichž pouze Hood byl ve značně přepracované podobě dokončen. Lodě této třídy měly být protiváhou v císařském Německu stavěných bitevních křižníků třídy Mackensen.
V bitvě u Jutska roku 1916 se prokázalo, že britské bitevní křižníky jsou nedostatečně pancéřovány. Pancéřování nových lodí proto bylo oproti projektu podstatně zesíleno a realizace všech změn stavbu nových lodí zdržela. Po porážce Kaiserliche Marine v první světové válce Britové svou koncepci bitevních křižníků přehodnotili (měly stále řadu nedostatků) a z celé třídy dokončili pouze HMS Hood. Ten byl po svém dokončení největší válečnou lodí světa (v rámci Royal Navy ho překonala až roku 1946 bitevní loď HMS Vanguard).